# Johann Friedrich Vetterli

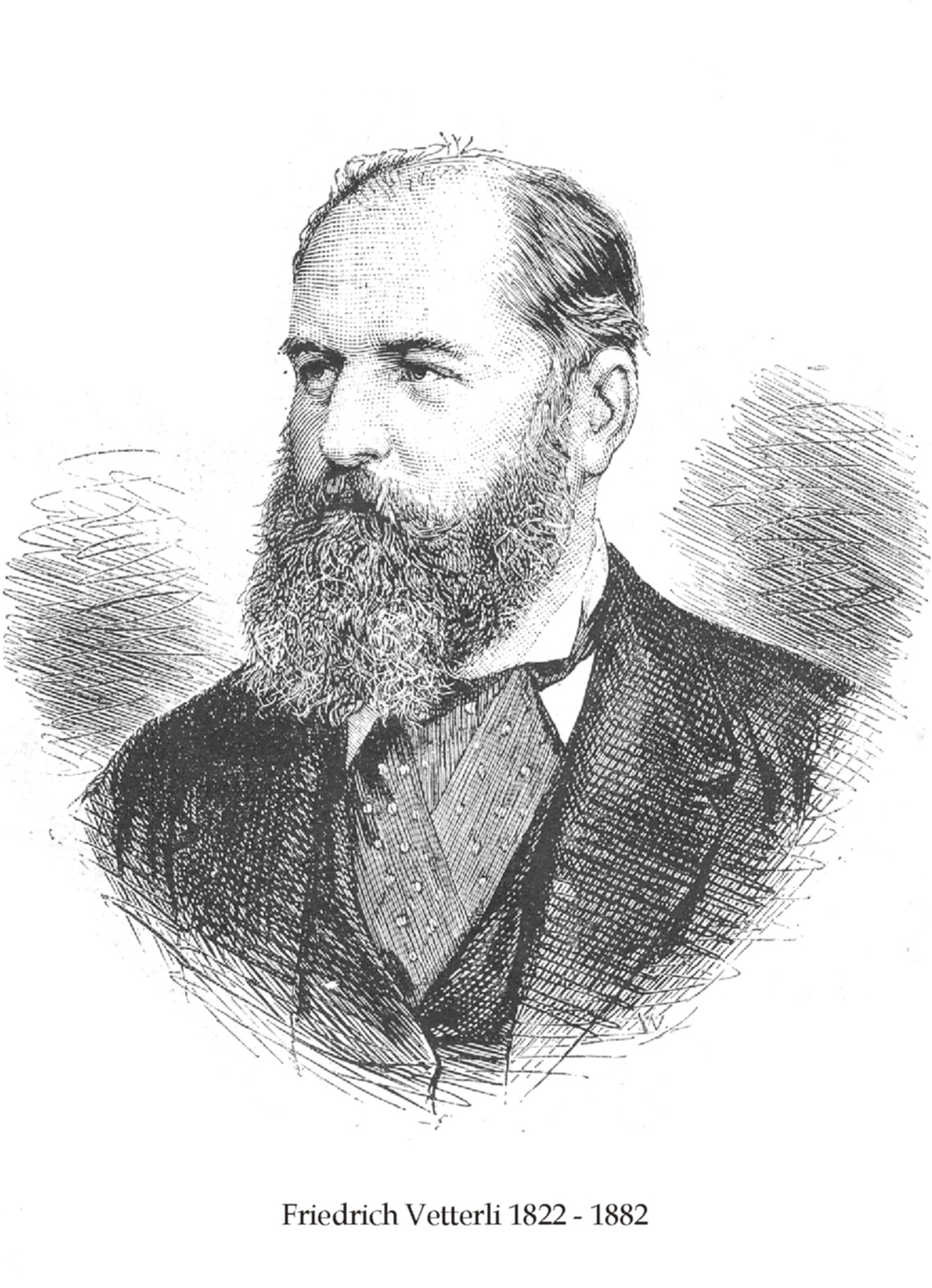
Johann Friedrich Vetterli.

Johann Friedrich Vetterli (21 de agosto de 1822 Wagenhausen, Suíça — 21 de maio de 1882 (59 anos) Neuhausen, Suíça), foi um armeiro suíço e inventor do fuzil por ação de ferrolho Vetterli.

## Biografia
Vetterli era filho do moleiro Jakob Vetterli e Friederike, nascido Stierli. Ele completou um estágio de armeiro em “Schalch” em Schaffhausen. Ele então começou a rodar que o levou a Lahr, Paris, Saint-Etienne e Londres. Lá ele se casou com Charlotte, nascida Freimann (Fryman), de Painwik de Gloucester em 1855.
Em 1864, Vetterli recebeu a visita de Friedrich Peyer no pátio. Por ocasião de uma visita conjunta a uma laminadora de baionetas na Royal Arms Factory, Vetterli concordou em construir sua própria laminadora de baioneta para Peyer, que funcionaria com ainda mais eficiência.
Quando Vetterli retornou à Suíça em 1864, ele morava no «Bellevue» acima de Neuhausen. Como prometido, ele construiu o laminador para Peyer e também foi diretor da Sociedade Industrial Suíça em Neuhausen de 1866 até sua morte. Como tal, ele inventou o rifle de repetição Vetterli em 1867 e também desenvolveu a munição associada. A Suíça e outros países receberam uma série de decretos de Neuhausen, e sua invenção também foi amplamente reconhecida no exterior e o levou a várias viagens prolongadas ao exterior.
Vetterli morreu de ataque cardíaco em 1882 e encontrou seu lugar de descanso final no cemitério de Neuhausen. Sua esposa tinha 47 anos na época e provavelmente voltou para sua terra natal, junto com a propriedade escrita particular de Vetterli.